# 심호흡
심호흡(深呼吸)은 의식적으로 허파 속에 공기가 많이 드나들도록 숨 쉬는 호흡의 방법이다. 흉식호흡(胸式呼吸)과 복식호흡(腹式呼吸)이 있다.

## 같이 보기
- 마음챙김